# Толкунов, Лев Николаевич
Лев Николаевич Толкунов (22 января 1919, станция Букреевка, Курская губерния, РСФСР — 13 июля 1989, Москва, РСФСР, СССР) — советский журналист, государственный и политический деятель. Главный редактор газеты «Известия» (1965—1976, 1983—1984). Председатель Совета Союза Верховного Совета СССР (1984—1988). Член КПСС с 1943 года, член ЦК КПСС (1976—1989, кандидат в члены с 1966).
Доктор исторических наук (кандидат с 1968). Депутат Верховного Совета СССР 7—11-го созывов.

## Биография
Родился в семье железнодорожника.
Учился во Всесоюзном институте журналистики.
В 1938—1944 годах военный корреспондент «Правды» на разных фронтах: Калининском, Северо-Западном, Брянском, 4-м Украинском, 2-м Белорусском.
Окончил ВПШ при ЦК ВКП(б) (1946). В 1946—1947 и 1951—1957 годах работал в газете «Правда».
С 1957 года в аппарате ЦК КПСС. С 1960 года заместитель, первый заместитель заведующего Отделом ЦК КПСС по связям с коммунистическими и рабочими партиями социалистических стран.
C 18 октября 1965 по 2 февраля 1976 года — главный редактор газеты «Известия». В 1976 году Льва Николаевича освобождают от должности, назначают председателем правления Агентства печати «Новости». В качестве компенсации переводят из кандидатов в члены ЦК КПСС.
С февраля 1976 по февраль 1983 года — председатель правления Агентства печати «Новости».
Со 2 февраля 1983 по 15 апреля 1984 года — главный редактор газеты «Известия». Умер Брежнев, к власти пришёл Андропов, с которым Толкунов работал когда-то в ЦК, в отделе социалистических стран. Лев Николаевич попросился снова в газету. Андропов предложил возглавить «Правду».
Возглавлял Советский комитет за европейскую безопасность и сотрудничество, Союз журналистов СССР,
С 11 апреля 1984 по 24 мая 1988 года — Председатель Совета Союза Верховного Совета СССР.
С мая 1988 года — персональный пенсионер союзного значения.
Похоронен на Новодевичьем кладбище.
Жена (с 1943 года) — Максимова Мария Алексеевна (1920—2009), дочь — Толкунова Татьяна Львовна (1945). Сын Толкунов Андрей Львович (1949—1987) — журналист, корреспондент «Правды», автор ряда книг историко-идеологического характера.

## Награды
- два ордена Ленина (13.03.1967; 09.09.1971)
- орден Октябрьской Революции (19.01.1979)
- орден Отечественной войны I степени (11.03.1985)
- три ордена Трудового Красного Знамени (15.02.1961; 04.05.1962; 22.01.1969)
- орден Дружбы народов (14.11.1980)
- орден Красной Звезды (25.04.1944)
- орден Почёта (09.02.1989)
- медали